# Хойт-Лейкс (город, Миннесота)
Хойт-Лейкс (англ. Hoyt Lakes) — город в округе Сент-Луис, штат Миннесота, США. На площади 150,5 км² (145,2 км² — суша, 5,3 км² — вода), согласно переписи 2002 года, проживают 2082 человека. Плотность населения составляет 14,3 чел./км².
- FIPS-код города — 27-30302[1]
- GNIS-идентификатор — 0661511[2]